# توماس سي. واسن
توماس كامبل واسن (بالإنجليزية: Thomas Campbell Wasson)‏ (وُلِد في 8 فبراير 1896 - تُوفي في 23 مايو 1948) كان دبلوماسياً أمريكياً قُتل أثناء خدمته كقنصل عام للولايات المتحدة في القدس. وكان واسن أيضاً عضواً في لجنة الهدنة التابعة للأمم المتحدة.